# キラキラ♥アイドル リカちゃん
『キラキラ♥アイドル リカちゃん』は、2006年7月26日から2007年11月30日まで稼働していたトレーディングカードアーケードゲーム。日本システム開発。

## ゲーム
タカラトミー（旧タカラ）の着せ替え人形・リカちゃんの新ブランド「キラリカ」のメインコンテンツとして日本システムが開発し、筐体の販売はタイトーが行っていた。
ファッション・アクセサリ・シューズ・ペイント・演出の5種類のカードを読み取らせて画面中のキャラクターを着せ替え、ライブでタイミングに合わせてボタンを押しながらダンスを踊り、得点を競う。
セールス不振の為に2007年11月30日を以て稼働を終了。カード単体で楽しめるような工夫の無い仕様であった為、コンテンツ終息後のプレイヤーに対するサポートに大きな課題を残す結果となった。なお、本作と同様にタカラトミーのライセンスでタイトーが筐体販売を行っていた『ゾイド』の場合は『ゾイドカードコロシアム』のゲームシステムを流用したニンテンドーDS用ソフト『ゾイドバトルコロシアム』が発売されているが、本作に関してはDS用ソフト『リカちゃんDS』シリーズとの互換性や設定上の共通項は存在しない。

### プレイヤーキャラクター
主人公のリカちゃんと、リカちゃんフレンズ5名の計6名が選択可能。1人プレイの場合でも必ずパートナーを選択し、デュエットでライブに挑戦する。
- リカちゃん
- いづみちゃん
- もえちゃん
- みいちゃん
- ななみちゃん
- スイーツちゃん

### ステージ
- ハートヒルズステージ
- がくえんさいステージ
- ゆうえんちステージ
- ライブハウスステージ
- ショッピングモール
- オープンカフェステージ
- キラキラアイドルステージ
- スペシャルステージ

## CD・DVD
インターチャネル・ホロン発売、メディアファクトリー販売。

### CD
ダイヤモンドカード各1枚封入。
- キラキラ♥アイドル リカちゃん オリジナルソングコレクション

2006年12月20日発売 ZMCH-3243
- キラキラ♥アイドル リカちゃん サンシャインライブツアー 1stステージ

2007年4月27日発売 ZMCH-3353
- キラキラ♥アイドル リカちゃん サンシャインライブツアー 2ndステージ

2007年7月25日発売 ZMCH-3354

### DVD
サファイアカード各1枚封入。
- キラキラ♥アイドル リカちゃん オリジナルダンスコレクション

2007年1月25日発売 ZMBH-3246
- キラキラ♥アイドル リカちゃん ファッションショー&ゲームおけいこ

2007年6月8日発売 ZMBH-3324